# Plebejus pseudargon
Plebejus pseudargon är en fjärilsart som beskrevs av B.H. Plebejus pseudargon ingår i släktet Plebejus och familjen juvelvingar. Inga underarter finns listade i Catalogue of Life.